# Cehszi
Cehszi (egyszerűsített kínai írással: 慈溪) város Kínában, Csöcsiang tartományban. Lakosainak száma 1 829 488 fő (2020).

## Népesség
| 2017 | 1 502 000 |
| 2020 | 1 829 488 |

## Testvérvárosok
- Rosh HaAyin
- Bakersfield
- Busto Arsizio